# Pottenbergen
De Pottenbergen is een waterwingebied van Evides. Het meet 126 ha en is gelegen op de Brabantse Wal, direct ten noorden van de kom van Ossendrecht.
Het waterwingebied werd in 1911 aangelegd ten behoeve van 23 gemeenten op Zuid-Beveland, waarvan er uiteindelijk slechts 21 een aansluiting wilden. Ossendrecht zèlf kreeg overigens pas in 1950 aansluiting op deze waterleiding. Voordien werd het water uit ondiepe putten op de Wal en in de polder betrokken, en deze putten stonden weleens droog bij aanhoudende hitte en droogte. Men nam dan zijn toevlucht tot slootwater.
In het waterwingebied daarentegen waren boorputten van minimaal 30, en gewoonlijk 50 à 80 meter diep. Tegenwoordig boort men wel tot 180 meter diepte.
In het gebied, wat voornamelijk uit naaldbos bestaat wat geplant is op voormalig stuifzand, komt lelietje-van-dalen en dalkruid voor. Vanuit het bos, dat bovenaan een steilrand van 15 meter hoogte ligt, heeft men een fraai uitzicht over de polders.